# Calyptrogenia jeremiensis
Calyptrogenia jeremiensis là một loài thực vật có hoa trong Họ Đào kim nương. Loài này được (Urb. & Ekman) Burret mô tả khoa học đầu tiên năm 1941.